# دس‌کلرواتی‌زولام
دس‌کلرواتی‌زولام (انگلیسی: Deschloroetizolam) یک تینوتریازولودیازپین است که آنالوگ دکلره شده اتیزولام است. این ترکیب به عنوان داروی طراح فروخته شده است.